# Cosmochilus nanlaensis
Cosmochilus nanlaensis är en fiskart som beskrevs av Chen, He och He 1992. Cosmochilus nanlaensis ingår i släktet Cosmochilus och familjen karpfiskar. Inga underarter finns listade i Catalogue of Life.